# Pucciniosira eupatorii
Pucciniosira eupatorii är en svampart som beskrevs av Lagerh. 1918. Pucciniosira eupatorii ingår i släktet Pucciniosira och familjen Pucciniosiraceae.   Inga underarter finns listade i Catalogue of Life.